# Абу-ль-Фарадж Руни
Абу-ль-Фарадж ибн Мас’уд Руни (перс. ابوالفرج رونی‎‎; род. в 1030-х гг. — ум. между 1099 и 1115 гг.) — один из первых персидских поэтов Индии.

## Биография
О жизни Руни практически не сохранилось сведений. Источники сообщают, что он родился в местечке Рун неподалёку от Лахора и умер при газневидском султане Мас’уде III (1099—1115).

## Творчество
Поэтическое творчество Руни сыграло важную роль в формировании персоязычной литературы Индии. Его произведения патриотичны; он видел и тяжело переживал страдания своих соотечественников, вызванные завоевательными походами газневидских султанов и мечтал видеть свою родину в мире и спокойствии. В одном из своих произведений Руни убеждает султана Мас’уда «не превращать колыбель индийской цивилизации Бенарес и Канаудж в руины». В другом, обращаясь к сильному правителю вообще, призывает: «Направляйся туда, откуда доносятся стоны угнетённых. Будь солнцем правосудия и покровительствуй страждущим!»
Наследие Руни свидетельствует об изменениях, наметившихся в стиле поэзии на языке фарси. Автор обращается к внутреннему миру героя, стараясь изобразить его духовный облик, что, в свою очередь, вело к отказу от многих поэтических штампов. В лирике поэта также заметны некоторые черты суфийской идеологии.
Творчество Руни оказало большое влияние на персидско-таджикского поэта Анвари, который восхищался стилем своего предшественника и развивал в стихах некоторые его нововведения.

## Издания произведений на русском языке
- Плоды щедросердия / Сост., подстрочный пер. с фарси, словарь и прим. Г. Алиева и Н. Османова. — М.: Художественная литература, 1979. — С. 44-48.
- Великое древо / Вступ. статья М. Курганцева. — М.: Наука, 1984. — С. 181—183.